# 三仙隧道
三仙隧道位於臺灣臺東縣成功鎮，橫跨於白守蓮山之間，該隧道為省道臺11線花東海岸公路之重要建設之一，因鄰近花東海岸著名景點三仙台而得名三仙隧道，目前由交通部公路總局第三養工處臺東工務段維護管理。

## 沿革
省道臺11線於臺灣日治時期稱為「東海道」，是為花東地區重要聯絡道路，二戰戰後經臺灣省公路局利用日治時期既有路基辦理整修與延伸，於1968年全線通車。臺11線成功鎮白守蓮路段受限於白守蓮山地形阻隔，早期路線依山闢建，須繞進三仙部落及白守蓮部落，因而產生噪音與車流快速之危險，後於1991年公路局辦理臺11線改善工程中，決議闢建隧道穿過白守蓮山，不僅可改善道路線型、行車距離，以及三仙、白守蓮等部落居住品質。
三仙隧道採明挖覆蓋工施作，先將計畫道路上的白守蓮山山體挖除，接續興建隧道結構，待完工後再將原有移除之土砂覆蓋回隧道上方，三仙隧道於1999年6月竣工通車。另一方面為了讓新建的三仙隧道北口能連接回既有省道，加上三仙隧道北口富家溪淤積致使河床抬高與舊三仙台大橋兩岸腹地地質過軟問題，因此除三仙隧道興建外，也一併規畫興建新三仙台大橋。
三仙隧道竣工後曾因開挖山坡地植披覆原不佳，受到季風造成鄰近三仙部落及三仙國小飽受風飛砂之困擾，多次向公路總局反映卻未見有效改善。

## 軼事
三仙隧道所在正好位於省道臺11線第111公里處，而成為臺11線全線擁有最多「1」的里程牌。

## 資料來源
1. 1 2 3 4  李紀庭. . 臺北市: 交通部公路總局第四養護工程處. 2014年: 頁207. ISBN 9789860408591.
2. ↑  . 公路總局第三養護工程處. 2017-12-27  [2018-12-16]. （原始内容存档于2019-05-11） （中文（臺灣））.
3. ↑  . 環境資訊中心. 2006-11-07  [2018-12-16]. （原始内容存档于2019-05-11） （中文（臺灣））.